# Біомаса (екологія)

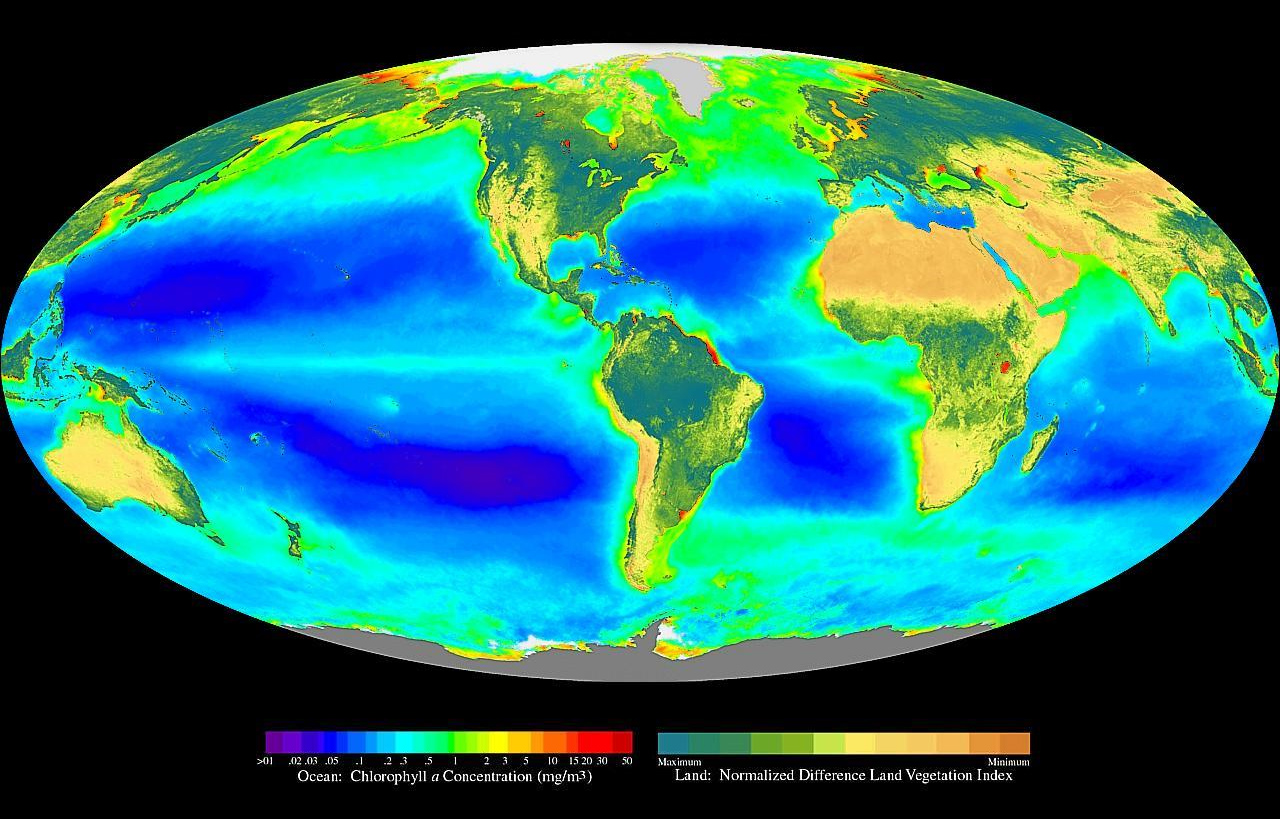
Глобальні, наземні і океанічні біотопи, які щорічно продукують однакові кількости нової біомаси (56,4 млрд т C — наземні і 48,5 млрд т C — океанічні).

Біомаса (від біо … і маса), загальна маса особин одного виду, групи видів чи спільноти в цілому, яка припадає на одиницю поверхні або об'єму місцеперебування; один з найважливіших екологічних термінів. Біомаса найчастіше висловлюють в масі сирої або сухої речовини (г/м², кг/га, г/м³ і т. д.) або в пропорційних їй одиницях (маса вуглецю або азоту органічних речовин тіла та ін.).

## Загальний опис
Біомаса рослин називається фітомасою, тварин — зоомасою. За біомасою окремих компонентів біоценозу, її розподілом в просторі (наприклад, по вертикальних ярусах лісових біоценозів, по глибинах або з різних ґрунтів у водоймах) і за її сезонними змінами судять про кількісні співвідношення мас організмів з різним типом харчування, про домінування окремих видів і т. д. У наземних екосистемах (ліс, степ, тундра тощо) біомаса рослин значно перевищує біомасу рослиноїдних тварин, яка, в свою чергу, більша від біомаси хижаків (т. зв. Піраміда біомас).
У водному середовищі рослинні організми представлені головним чином одноклітинними водоростями фітопланктону. Біомаса фітопланктону мала, нерідко менше біомаси тварин, що харчуються за її рахунок. Це можливе завдяки інтенсивному обміну речовин і фотосинтезу одноклітинних водоростей, що забезпечує високу швидкість приросту фітопланктону. Річна продукція фітопланктону в найпродуктивніших водах не поступається річній продукції лісів, біомаса яких, віднесена до тієї ж одиниці поверхні, в тисячі разів більша. Лугові степи дають більший річний приріст біомаси, ніж хвойні ліси: при середній фітомасі 23 т/га річна продукція їх 10 т/га, а у хвойних лісів при фітомасі 200 т/га річна продукція 6 т/га. Популяції дрібних ссавців, яким притаманна висока швидкість росту і розмноження, при рівній біомасі дають більш високу продукцію, ніж великі ссавці. Таким чином, щоб оцінити значення виду або групи видів для кругообігу речовин і біологічної продуктивності спільноти чи екосистеми, потрібно знати не тільки біомасу даного компонента, а й відносну швидкість її приросту або час повного відновлення, який коливається у різних організмів від багатьох років (у деревних рослин) до декількох годин або навіть часток години (у бактерій і деяких найпростіших при сприятливих умовах зростання).
Найбільша біомаса лісів (500 т/га і вище зареєстрована в тропічних лісах, близько 300 т/га — в широколистяних лісах зон помірного клімату). Серед гетеротрофних організмів, які харчуються за рахунок рослин, найбільшу біомасу мають мікроорганізми — бактерії, гриби, актиноміцети та ін.; їх біомаса в продуктивних лісах досягає декількох т/га. Велика частина загальної біомаси тварин в поясі помірного клімату припадає на ґрунтову фауну (дощові черв'яки, личинки комах, нематоди, багатоніжки, кліщі та ін.). У лісовій зоні вона становить сотні кг/га, головним чином за рахунок дощових черв'яків (300—900 кг/га). Середня біомаса хребетних тварин досягає значень 20 кг/га і вище, але частіше залишається в межах 3-10 кг/га.
У водному середовищі найвища біомаса великих прикріплених водоростей і донних тварин (бентосу) на літоралі і в субліторалі морів. Наприклад, біомаса заростей морських водоростей досягає декількох кг/м², на окремих ділянках (на вустричних і мідієвих банках) біомаса донних тварин також велика. Зі збільшенням глибини біомаса бентосу, як і планктону, швидко знижується. На більшій частині площі дна океану середня біомаса бентосу обчислюється десятими і навіть сотими частками г/м². Біомаса фіто- і зоопланктону в малопродуктивних морських водах не перевищує небагатьох десятків мг/м² чи десятих долей г/м². У високопродуктивних районах, що займають, втім, малу частку загальної площі океану, біомаса зоопланктону досягає 10 г/м², а біомаса фітопланктону в періоди максимального його розвитку — 100 г/м² і вище. Озера дуже розрізняються по біомасі планктону і бентосу. В озерах середньої продуктивності біомаса як фіто-, так і зоопланктону зазвичай 1-2 г/м², або кілька десятків г/м². Біомаса зообентосу часто менша від біомаси зоопланктону. У продуктивніших озерах вона сягає 10-30 г/м², тобто 100—300 кг/га. Біомаса риб в озерах середньої і високої продуктивності — близько 75-150 кг/га.
Закономірності географічного розподілу і продукування біомаси інтенсивно вивчаються у зв'язку з вирішенням питань раціонального використання біологічної продуктивності та охорони біосфери Землі.
В. І. Вернадський у своєму вченні про біосферу та геологічну роль живої природи привернув увагу до визначення загальної біомаси всіх форм життя на Землі. Про величину загальної біомаси можна судити тільки за грубими оцінками, що підлягають подальшому уточненню. Найбільша біомаса лісів; так, загальний запас деревини обчислюють приблизно в 300 млрд т сухої речовини. Серед наземних тварин біомаса ґрунтових тварин близька до 0,5 млрд т сухої речовини, загальна біомаса всіх інших тварин суші на 1-2 порядки величин менша. Згідно з розрахунками гідробіолога В. Г. Богорова, загальна біомаса всіх рослинних організмів океану становить 1,7 млрд т, тварин — 32,5 млрд т сирої речовини, тобто в круглих цифрах 0,3 і 6 млрд т сухої речовини. Загальна біомаса бактерій та інших мікроорганізмів ще не піддається визначенню, але, безсумнівно, вона виражається значними величинами і в біоценозах суші перевершує біомасу тварин.

## Ресурси біомаси в Україні
| Ukraine Biomass Resource Data                                   | Ukraine Biomass Resource Data | Ukraine Biomass Resource Data |
| Biomass resource type                                           | Total production              | Production density            |
| --------------------------------------------------------------- | ----------------------------- | ----------------------------- |
| Total land area covered by                                      | (avg. 2006—2007, km2)         | (avg. 2006—2007, %)           |
| Arable Land                                                     | 324,400                       | 54                            |
| Permanent Crops                                                 | 8,990                         | 1                             |
| Permanent Meadows and Pastures                                  | 79,360                        | 13                            |
| Forest Area                                                     | 95,945                        | 16                            |
| Other Land                                                      | 70,650                        | 12                            |
| Inland Water                                                    | 24,205                        | 4                             |
| Primary crop production                                         | (avg. 2006—2007, tonne)       | (tonne /100 km2)              |
| Total primary crops (rank among COO)                            | 86,712,920 (26)               | 14,366 (25)                   |
| Top 10 primary crops                                            |                               |                               |
| Sugar beet                                                      | 19,699,350                    | 3,254                         |
| Potatoes                                                        | 19,284,800                    | 3,195                         |
| Wheat                                                           | 13,873,650                    | 2,298                         |
| Barley                                                          | 8,670,660                     | 1,436                         |
| Maize                                                           | 6,562,800                     | 1,087                         |
| Sunflower seed                                                  | 4,749,000                     | 787                           |
| Tomatoes                                                        | 1,635,500                     | 271                           |
| Cabbages and other brassicas                                    | 1,395,300                     | 231                           |
| Vegetables fresh nes                                            | 1,259,900                     | 209                           |
| Soybeans                                                        | 862,800                       | 143                           |
| Animal units, number                                            | (avg. 2006—2007, number)      | (number / 100 km2)            |
| Cattle                                                          | 6,344,750                     | 1,051                         |
| Poultry                                                         | 16,397,500                    | 27,166                        |
| Pigs                                                            | 7,553,900                     | 1,251                         |
| Equivalent animal units                                         | 11,006,060                    | 1,823                         |
| Annual roundwood production                                     | (2006—2007, m3)               | (m3 / 100 km2)                |
| Total                                                           | 16,366,450                    | 2,711                         |
| Fuel                                                            | 9,230,900                     | 1,529                         |
| Industrial                                                      | 7,135,550                     | 1,182                         |
| Wood-based panels                                               | 1,852,000                     | 307                           |
|                                                                 | (2006—2007, tonne)            | (tonne / 100 km2)             |
| Paper and paperboard                                            | 870,501                       | 144                           |
| Recovered paper                                                 | 339,000                       | 56                            |
| Source: Food and Agriculture Organization of the United Nations |                               |                               |